# Corythalia voluta
Corythalia voluta là một loài nhện trong họ Salticidae.
Loài này thuộc chi Corythalia. Corythalia voluta được Frederick Octavius Pickard-Cambridge miêu tả năm 1901.